# Agnieszka Lisak
Agnieszka Lisak (ur. w 1973) – polska poetka i aforystka.

## Życiorys
Z wykształcenia jest prawnikiem. Uzyskała uprawnienia radcy prawnego. Członek Stowarzyszenia Pisarzy Polskich.

## Twórczość
Wiersze publikowała w takich pismach jak: Dekada Literacka, Kultura, Regiony, Dziennik Polski, Przekrój, Więź, Gazeta Krakowska, Echo Krakowa, WUJ, Wiadomości Kulturalne, Pogranicza, Strony, Suplement, Fraza, Akant, Polen und Wir.
W czerwcu 1999 roku została uhonorowana Stypendium Twórczym Miasta Krakowa. W latach 1996–2002 występowała ze swoją poezją w Piwnicy pod Baranami.
Jest laureatką 10 ogólnopolskich konkursów literackich:
- Radia Alfa (Kraków V 1995, XII 1995, 1996)
- Cztery pory roku – Wiosna (Szczecinek 1996, 2001)
- Złoty Kałamarz i Złamane Pióro (Kraków 1997)
- Dać Świadectwo (Kraków 1998, 2001)
- im. Jana Krzewiaka (Karczew 1999)
- Twojego Stylu (Warszawa 1999)

Z jej dorobkiem poetyckim i aforystycznym zapoznać można się na stronie kliknij.
W 2020 została nominowana do Nagrody Literackiej Zakopanego za książkę Sielankowanie pod Tatrami.
Jest również autorką artykułów historycznych o tematyce staropolskiej publikowanych w Gazecie Wyborczej, Wiedzy i Życiu, Dzienniku Polskim, Spotkaniach z Zabytkami.
Obecnie prowadzi stałą rubrykę historyczną w dwumiesięczniku Radca Prawny. 
Jest autorką książek z zakresu dawnej obyczajowości:
- „Miłość staropolska, obyczaje, intrygi, skandale”,
- „Miłość kobieta i małżeństwo w XIX wieku”,
- „Życie towarzyskie w XIX wieku” (w przygotowaniu),
- "Sielankowanie pod Tatrami. Życie codzienne i niecodzienne Zakopanego w XIX w."

W 2023 r. otrzymała stypendium Ministra Kultury i Dziedzictwa Narodowego na opracowanie strony internetowej poświęconej widokom Krakowa i jego życiu codziennemu w XIX w. Efekt pracy stypendialnej obejrzeć można pod następującym linkiem (kliknij).
Od 2003 r. prowadzi także bloga historycznego poświęconego dawnym muzealiom w kontekście życia codziennego w XIX w. Można się z nim zapoznać na jej stronie internetowej. 
Od 2020 r. w programie Dzień Dobry TVN opowiada o śmiesznostkach i ciekawostkach w zakresie obyczajowości w XIX w.

## Dorobek pisarski
- Sfera. Zbiór młodej poezji krakowskiej. (Baran i Suszczyński Sp. z o.o. ISBN 83-85109-72-2, Kraków, 1998)
- Uliczka do nieba. (Baran i Suszczyński Sp. z o.o. , 1998)
- Każdy rodzi się poetą. (Kraków, 1999)
- Aforyzmy polskie, antologia. (Kęty, 2001)
- Stypendyści Miasta Krakowa. Antologia poezji i prozy 1994-2002. (Kraków, 2002)
- Złotem myśli ludzi wielkiego umysłu, talentu i serca. (Warszawa, 2004).
- Wielka księga myśli polskiej. (Warszawa, 2005)
- Dlaczego zając, wiersze poetów krakowskich o dzieciach i dla dzieci. (Kraków, 2007).
- Miłość staropolska.. (Wydawnictwo Bellona, Czerwiec 2007)
- Mądre Polki. (Wydawnictwo MG, 2011)